# Aşağı Gökdere, Eğirdir
Aşağı Gökdere là một xã thuộc huyện Eğirdir, tỉnh Isparta, Thổ Nhĩ Kỳ. Dân số thời điểm năm 2011 là 385 người.